# 昌平橋
昌平橋（しょうへいばし）は、東京都千代田区にある、神田川に架かる橋の一つ。外堀通り上にあり、上流側・下流側に歩行者用の橋（人道橋）が併設されている。

## 概要
駿河台下および外神田の神田川に架橋の中で古くから存在する橋が「昌平橋」である。橋の北は千代田区外神田一丁目・同二丁目、南は千代田区神田淡路町二丁目・神田須田町一丁目で、北側の総武本線松住町架道橋・南側の中央本線昌平橋架道橋（昌平橋ガード）に挟まれた場所にある。秋葉原電気街の南西端に位置し、上流には聖橋と総武本線神田川橋梁、下流には万世橋が架かる。また、橋の北西側には「昌平橋西橋詰広場」が、北東側には「昌平橋東橋詰広場」がそれぞれ設けられている。
昌平橋は現在の中山道のルートに含まれている架橋である。かつて昌平橋の数十メートル下流に存在した中山道の「筋違橋」は、昌平橋や筋違橋の架け替え、橋の名称変更により廃止されたため、実質的に「昌平橋」が中山道の橋となっている。
2007年（平成19年）3月28日に千代田区景観まちづくり重要物件に指定されている。

### 橋の概要
- 橋梁形式：RC固定充腹式アーチ橋
- 橋床形式：鉄筋コンクリート
- 供用開始：1923年（大正12年）4月
- 延長：23.770 m
- 幅員：7.0 m（西側人道専用橋）+19.38 m（自動車専用橋）+7.19 m（東側人道専用橋）
- 支間長：70尺（約21.21 m）
- 所在地：東京都千代田区神田淡路町二丁目・神田須田町一丁目 - 外神田一丁目・同二丁目
  - 建設当時は東京府東京市神田区淡路町二丁目 - 旅籠町
- 総工費：176,386円（人道橋、現在の自動車専用道部分の工費）

## 歴史

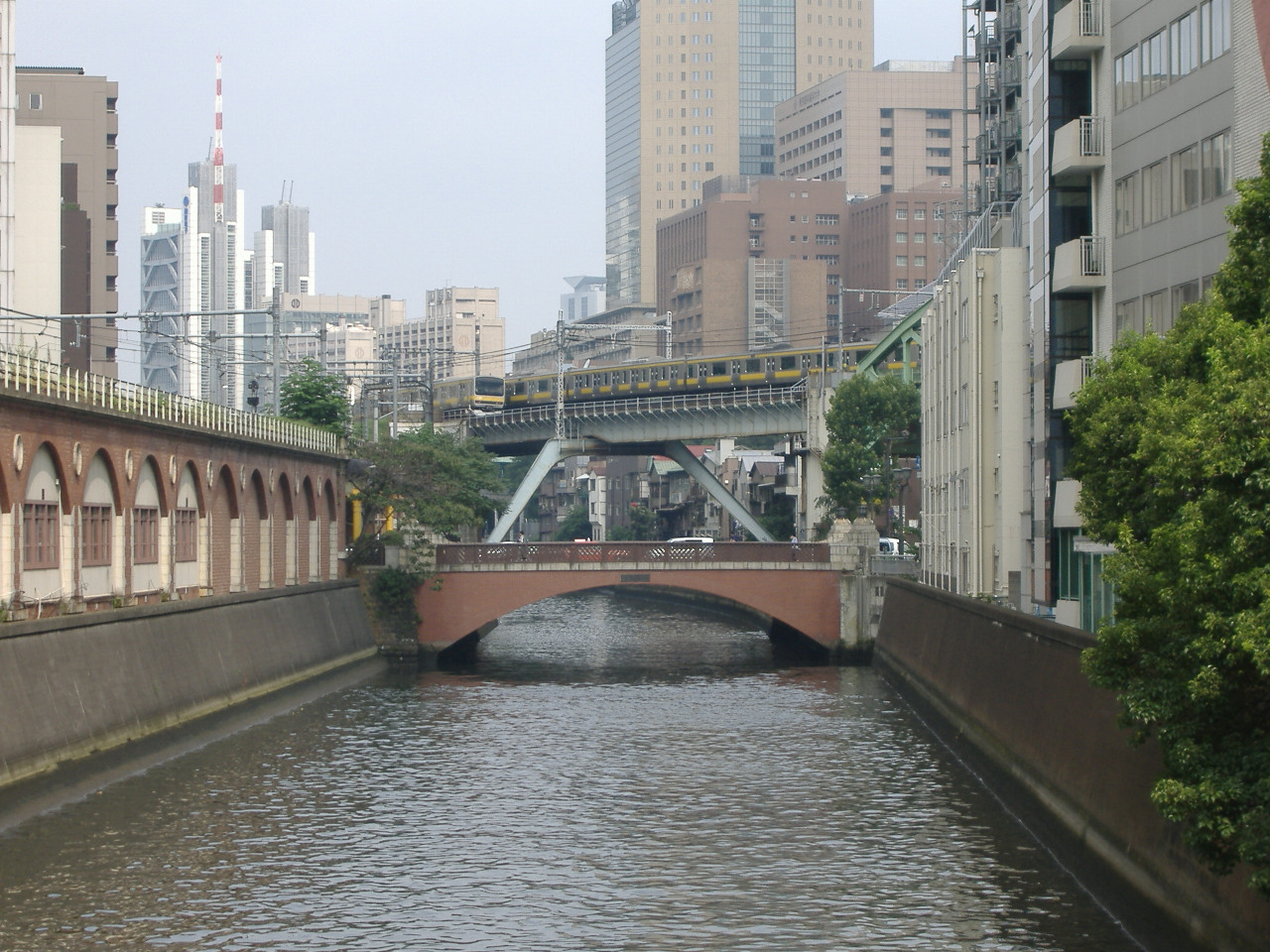
下流の万世橋より（2008年8月）

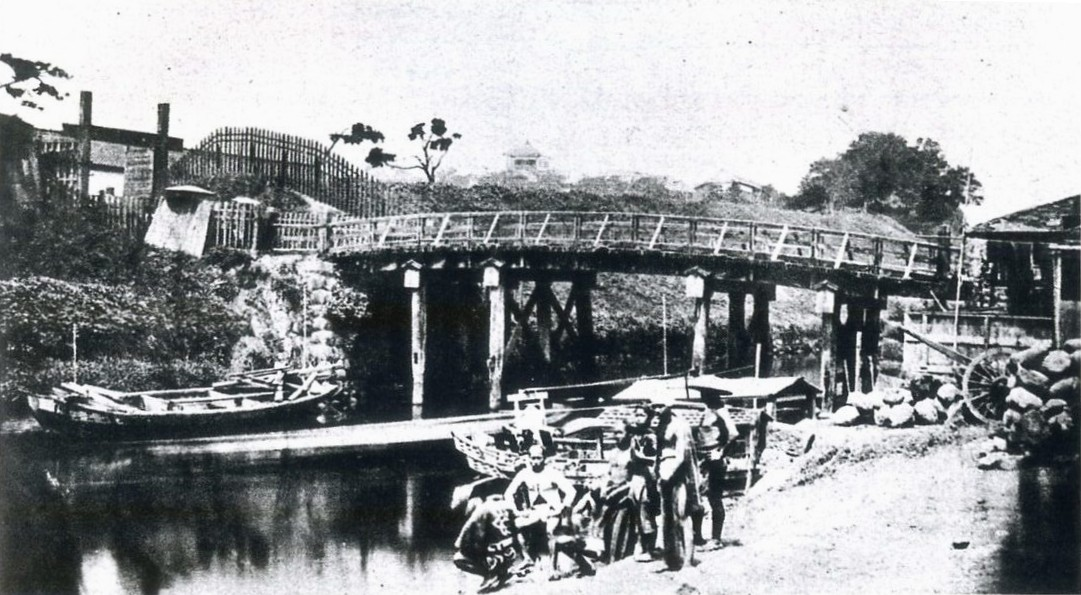
明治初期の昌平橋。写真左が南岸

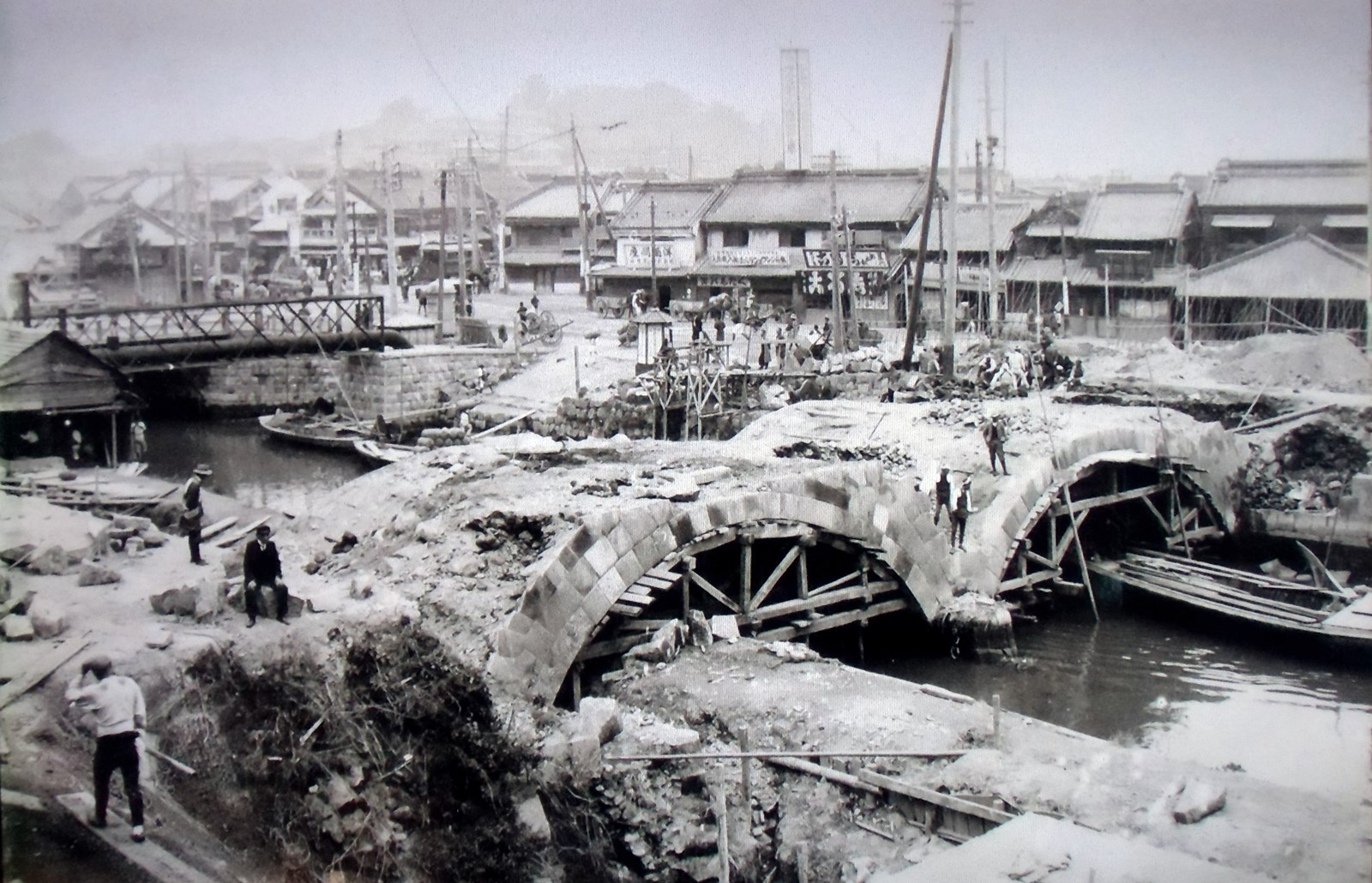
解体中の元萬世橋（手前）と昌平橋（左奥）。1906年（明治39年）撮影

この地に最初に橋が架設されたのは寛永年間（1624年 - 1645年）と伝えられており、橋の南西にある淡路坂の坂上に一口稲荷社（いもあらいいなりしゃ、現在の太田姫稲荷神社）があったことから「一口橋」や「芋洗橋」（いずれも「いもあらいばし」と読む）と称した。また『新板江戸大絵図』（寛文五枚図）には「あたらし橋（新し橋）」、元禄初期の江戸図には「相生橋」とも記されている。1691年（元禄4年）に徳川綱吉が孔子廟である湯島聖堂を建設した際、孔子生誕地である魯国の昌平郷にちなんで、同年2月2日（1691年3月1日）に「昌平橋」と命名された。
江戸時代には水害で度々流されており、1728年（享保13年）8月30日夜から9月2、3日にかけての大洪水で昌平橋、和泉橋、柳原新し橋（現在の美倉橋）、柳橋が2日夕方に流失、1749年（寛延2年）8月13日にも昌平橋、筋違橋（すじかいばし）など神田川の橋々が流失し、その度に架設されている。また、明暦の大火の後、昌平橋から筋違御門にかけて「八ツ小路」「八辻ヶ原」と呼ばれる火除地が設けられたが、1846年（弘化3年）1月の大火で昌平橋が焼け落ち、同年閏5月24日に新たに普請された。また、木橋の自然寿命は平均20年とされ、定期的に架け替えが行われており、1817年（文化14年）7月20日に改架されたほか、1857年（安政4年）12月18日に架け替え修理されている。
明治維新後の1869年（明治2年）、大学校の「昌平橋昌平坂復称申立」により、同年7月27日（1869年9月3日）付東京府布達で同年8月1日（1869年9月6日）を以って「相生橋」と改められたが、1873年（明治6年）9月23日の洪水により落橋した。なお、相生橋（昌平橋）及び筋違橋を廃して、その中間に石橋を架橋する事が決定していたため、流された橋は再架橋されなかった。
同年11月1日に旧相生橋（昌平橋）と旧筋違橋の間に、筋違橋門の枡形石垣を解体して再使用した石造アーチ橋の「萬代橋」（よろづよばし、通称：眼鏡橋）が架設されたが、1878年（明治11年）3月、分限者（資産家）の高橋次郎左衛門により、萬代橋の更に下流（現在の万世橋付近）に鉄橋「昌平橋」が架設された。通行料に文久銭1枚（1厘5毛）を徴収したことから「文久橋」と呼ばれた昌平橋は、秋田産の土瀝青（天然アスファルト）を使用した日本初のアスファルト舗装が施された。
1888年（明治21年）の東京市区改正条例（明治21年勅令第62号）に基づき、翌1889年（明治22年）5月に東京市区改正計画が告示され、萬代橋（萬世橋）西の新架橋から始まる幅員15間（約27.3m）の一等道路第二類の路線が計画された。1900年（明治33年）5月19日、旧相生橋付近に再架設された橋に、再び「昌平橋」と名付けて開橋式が実施され、下流の萬代橋は「元萬世橋」（もとよろづよばし）、昌平橋は「新萬世橋」（しんよろづよばし）に改称された。再架設された昌平橋の工費は8559円30銭とされ、長さ12間（約21.8m）、幅6間（約10.9m）の土橋で、神田淡路町二丁目と旅籠町の間に架せられた。
現在の昌平橋は1923年（大正12年）4月に架け替えられたもので、神田川における最初の鉄筋コンクリート製アーチ橋である。竣工当時は人道橋（橋長78尺（約23.64m）・幅員62.8尺（約19m））と軌道橋（橋長同じ・幅員23尺（約6.97m）、東京市電専用橋）が独立した構造で、人道橋と軌道橋の間に鋼製アーチの水路橋（橋長70尺（約21.21m））が設けられていた。その5ヶ月後の同年9月1日に関東大震災に遭遇するが、目立つ被害はなかった。
その後、昌平橋に接続する道路が震災復興再開発事業に基づく幹線街路35号線とされ、昌平橋もその対象として復興局（帝都復興院の後継組織）が改修を担当することとなった。幹線街路35号線は計画幅員が22.0mに定められたが、昌平橋人道橋の有効幅員60尺（18.18m）では街路構造令の規定を満たさなかった。そのため、復興局は人道橋の歩道部分を廃止して車道・軌道専用橋に改修すると共に、下流側（東側）に新たな人道専用橋を架設した（第一期工事：1928年（昭和3年）12月竣工）。その後、上流側（西側）の旧軌道橋を人道専用橋に改修した（第二期工事：1930年（昭和5年）2月竣工）。なお、架設当時の高欄、照明灯は、第二次世界大戦中の鉄材供出で撤去され、親柱だけが残った状態だったが、1983年（昭和58年）の昌平橋整備工事により架設当時の姿に復元された。2012年（平成24年）2月には長寿命化工事（アーチ補修）が竣工している。
また、昌平橋の左岸下流側には、神田川の分水路の一つ「お茶の水分水路」の吐口が設けられている。

## 鉄橋「昌平橋」
1878年（明治11年）3月1日、第一大区十一小区神田柳町より第五大区四小区花房町（現在の万世橋付近）に開橋した橋梁である。太政官布告による、橋銭を徴収する「賃取橋」として架設された。
1875年（明治8年）7月10日、第五大区四小区金澤町（現在の千代田区外神田三丁目）の高橋次郎左衛門が神田小柳町に自費で木橋を新架する旨を出願したが、同年11月12日、石橋での架築が許可され、1877年（明治10年）8月6日、石橋から鉄橋への変更が許可された。同年10月5日に着手し、翌1878年（明治11年）2月15日に落成、同2月26日の東京府布達丁第103號により「昌平橋」と命名された。
経費は1万1355円65銭で、開橋当日の1878年（明治11年）3月1日から1885年（明治18年）12月31日までの満7年10ヶ月間、橋銭の徴収が許可され、その後は東京府へ移管される事となっていた。橋銭は次の通り。但し、非常の節は請求出来ない事とされ、外国人も徴収対象だった。
| 通行区分        | 橋銭   |
| --------------- | ------ |
| 一人立往来      | 1厘5毛 |
| 人力車一人乗1輌 | 3厘    |
| 人力車二人乗1輌 | 4厘    |
| 乗馬1疋（匹）   | 4厘    |
| 駕籠1挺         | 4厘    |
| 牛馬1疋         | 4厘    |

| 通行区分      | 橋銭   |
| ------------- | ------ |
| 一疋附馬車1輌 | 1銭    |
| 二疋附馬車1輌 | 1銭5厘 |
| 大車1輌       | 7厘    |
| 中車1輌       | 5厘    |
| 小車1輌       | 3厘    |

また、実際の徴収額等は次の通り（金額単位：円）。
| 年度                                                | 揚高      | 修繕費    | 給料      | 雑費      | 年1割利子 | 元金へ入高 |
| --------------------------------------------------- | --------- | --------- | --------- | --------- | --------- | ---------- |
| 1878年（明治11年）3月 - 1879年（明治12年）2月迄     | 1593.006  |           |           |           | 1135.500  | 457.506    |
| 1879年（明治12年）3月 - 1879年（明治12年）12月迄    | 1422.364  | 74.754    | 120.916   | 45.000    | 889.624   | 292.070    |
| 1880年（明治13年）中                                | 1743.570  | 130.240   | 235.000   | 89.000    | 1060.542  | 228.768    |
| 1881年（明治14年）度                                | 1824.675  | 243.000   | 260.700   | 103.580   | 1037.665  | 179.730    |
| 1882年（明治15年）度                                | 1825.160  | 84.508    | 253.530   | 101.830   | 1019.692  | 365.600    |
| 1883年（明治16年）度                                | 1907.820  | 61.936    | 249.000   | 134.310   | 983.132   | 479.442    |
| 1884年（明治17年）度                                | 1904.520  | 98.343    | 250.500   | 125.060   | 935.187   | 495.450    |
| 1885年（明治18年）1月 - 1885年（明治18年）4月30日迄 | 588.480   |           | 80.000    | 18.690    | 295.213   | 194.577    |
| 合計                                                | 12809.595 | 00692.781 | 01449.646 | 00617.470 | 07356.555 | 02693.143  |

1878年（明治11年）3月から1885年（明治18年）4月30日迄の満86ヶ月間の合計は、揚高（徴収額）12809円59銭5厘、 修繕費692円78銭1厘、給料1449円64銭6厘、雑費617円47銭、年1割利子7356円55銭5厘、差引元金の償却高2693円14銭3厘と大幅に債務が残った状態のため、高橋次郎左衛門の相続人・高橋惣三郎から提出された「橋銭収入年限延期願」について、特別な詮議を以って1887年（明治20年）7月まで徴収期間を延期したが、遂に負債は解消せず、「往来頻繁ナル市街中ニ其ノ如キ通行銭ヲ収ムル橋梁アルハ、衆人ノ不便ハ勿論、都府ノ體面ニ於テモ大ニ不可ナルカ如シ」と徴収期間の再延期願も却下され、同年8月1日より往来自由となった。
1900年（明治33年）5月19日、上流部に新たな「昌平橋」が架設されて、本橋は「新萬世橋」（しんよろづよばし）に改称したが、1903年（明治36年）3月8日、鋼製アーチ橋「萬世橋（万世橋）」に架け替えられている。
なお 『東京市史稿』市街篇第62「附記 昌平橋献納」によると、高橋次郎左衛門は資本不足により権利一切を元東京府知事・由利公正に対して包括移転したとされ、昌平橋を架設したのは由利公正としているほか、1879年（明治12年）4月に昌平橋を東京府に献納したとされている。

## 沿革

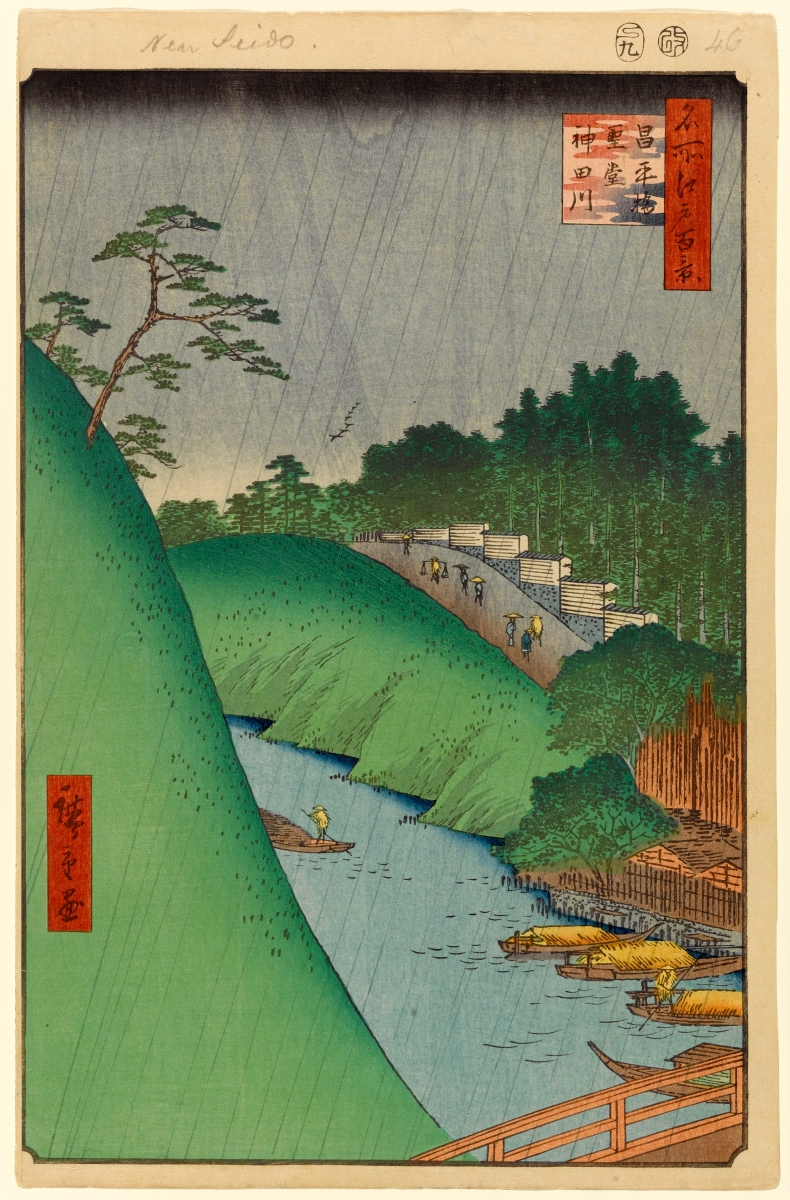
歌川広重 名所江戸百景「昌平橋聖堂神田川」

- 1691年（元禄4年）旧暦2月2日 - 昌平橋と命名される
- 1869年（明治2年）旧暦8月1日 - 東京府布達により相生橋と改称
- 1873年（明治6年）9月23日 - 洪水により落橋
- 1878年（明治11年）3月1日 - 現在の万世橋付近に鉄橋昌平橋が架設される（有料橋）
- 1887年（明治20年）8月1日 - 鉄橋昌平橋が往来自由になる
- 1900年（明治33年）5月19日 - 旧相生橋付近に昌平橋が再架設される。下流の昌平橋は新萬世橋に改称
- 1922年（大正11年）10月1日 - 軌道橋（東京市電専用橋）が架設される
- 1923年（大正12年）4月 - 鉄筋コンクリート製アーチ橋に架け替え
- 1928年（昭和3年）12月8日 - 改修第一期工事竣工
- 1930年（昭和5年）2月 - 改修第二期工事竣工
- 1967年（昭和42年）12月10日 - 東京都電淡路町線（37系統）廃止
- 1983年（昭和58年）3月 - 昌平橋整備工事により、照明灯、高欄が架設当時の形に復元される
- 2012年（平成24年）2月15日 - 長寿命化工事（アーチ補修）竣工

## 周辺
- ヤマギワリビナ本館 - 2010年（平成22年）8月29日閉店、2015年（平成27年）8月末に解体・撤去
- エディオン秋葉原本店（旧石丸電気本店） - 2013年（平成25年）3月20日閉店、2015年（平成27年）8月末に解体・撤去
- 神田郵便局 -1910年（明治43年）5月現在地に移転
- ワテラス - 2013年（平成25年）4月12日開業
- 東京都住宅供給公社昌平橋ビル - 1966年（昭和41年）竣工、2015年（平成27年）10月解体着手